# Michael Savage

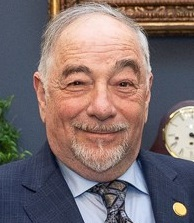
Michael Savage

Michael Alan Weiner, bekannt unter seinem Künstlernamen Michael Savage (geb. 31. März 1942), ist ein US-amerikanischer Talkradio-Moderator. Außerdem ist er Autor, Aktivist und politischer Kommentator der politischen Rechten.
Er moderiert seit 1994 das wochentäglich US-weit ausgestrahlte Programm The Savage Nation. Die Sendung wurde bis 2012 vom Talk Radio Network und heute von den Cumulus Media Networks US-weit vertrieben.

## Leben
Savage hält einen Master der Universität von Hawaii in medizinischer Botanik und Anthropologie und einen Ph.D. der University of California, Berkeley in nutritional ethnomedicine (ernährungsbezogene Ethnomedizin). Er ist Autor von 25 Büchern. Unter seinem Geburtsnamen Michael Weiner schrieb er Bücher zu Natur-medizinischen Themen und als Michael Savage veröffentlichte er vier Bücher zu politischen Themen, die auf der Bestsellerliste der New York Times standen.
Die Folterungen im Abu Ghuraib-Gefängnis kommentierte er mit „Anstatt Joysticks hätte ich gerne gesehen, wie man Dynamit in ihre Körperöffnungen gesteckt hätte.“ Außerdem sagte er: „Wir brauchen nicht weniger Taktiken der Demütigungen, sondern mehr.“ Wiederholt bezeichnet er Abu-Ghuraib als „Grab-an-Arab prison“ (deutsch: „Schnapp dir ’nen Araber-Gefängnis“).
2009 setzte das Vereinigte Königreich Savage auf seine erste Liste wegen Extremismus unerwünschter Personen. Seine Ansichten zu Immigration, Islam, Vergewaltigung und Autismus riefen eine öffentliche Debatte in den USA hervor.

## Auszeichnungen
In 2007 erhielt er für seine Medienpräsenz den Freedom of Speech Award des US-Fachjournals Talkers Magazine.